# 1314 en santé et médecine
| Années de la santé et de la médecine : 1311 - 1312 - 1313 - 1314 - 1315 - 1316 - 1317    |
| Décennies de la santé et de la médecine : 1280 - 1290 - 1300 - 1310 - 1320 - 1330 - 1340 |

Cet article présente les faits marquants de l'année 1314 en santé et médecine.

## Événements
- Novembre : le chapitre des frères de Saint-Jean de Jérusalem récemment installés à Rhodes décide la construction d'un hôpital à l'intérieur du Collachion, dans le quartier de l'Arsenal[1].
- À Florence, les statuts de l'Arte dei Medici e Speziali, corporation des médecins et apothicaires reconnue dès 1266 et qualifiée d'« art majeur » depuis 1293, « autoris[ent] les apothicaires à avoir dans leur boutique des médecins pour soigner les malades[2] ».
- Fondation de l'hôpital d'Aubonne au pays de Vaud par le curé Jacques Marchiant[3].
- Fondation de l'hôpital Saint-Liénard à Amiens en Picardie, par Hugues Liénard le Sec, ancien maire de la ville[4].
- Fondation d'un hospice à Obernai, en Alsace[5].
- Une léproserie est mentionnée à Louth dans le Lincolnshire en Angleterre[6].
- Une pharmacie est attestée à Strasbourg, en Alsace, à l'enseigne de la Cigogne[7].

## Publication
- 1313-1314 : Rashid al-Din (1247-1318), grand vizir et médecin du prince mongol Oldjaïtou, petit-fils de Gengis Khan, rédige l'introduction et dirige la publication en persan du  Tenksuq nameh (« Trésor de l'Ilkhan sur les sciences de Cathay »), premier des ouvrages à travers lesquels la médecine chinoise se fera connaître en Occident[8]'[9].